# Brototyche adamsii
Brototyche adamsii är en skalbaggsart som beskrevs av Francis Polkinghorne Pascoe 1867. Brototyche adamsii ingår i släktet Brototyche och familjen långhorningar. Inga underarter finns listade.